# Linkou (häradshuvudort)
Linkou (kinesiska: 林口, 林口县) är en häradshuvudort i Kina. Den ligger i provinsen Heilongjiang, i den nordöstra delen av landet, omkring 290 kilometer öster om provinshuvudstaden Harbin. Linkou ligger 274 meter över havet och antalet invånare är 368 956. Befolkningen består av 180 080 kvinnor och 188 876 män. Barn under 15 år utgör 11,0 %, vuxna 15-64 år 79 %, och äldre över 65 år 8,0 %.
Runt Linkou är det ganska glesbefolkat, med 43 invånare per kvadratkilometer. Linkou är det största samhället i trakten. Trakten runt Linkou består till största delen av jordbruksmark.
Genomsnittlig årsnederbörd är 863 millimeter. Den regnigaste månaden är juli, med i genomsnitt 177 mm nederbörd, och den torraste är januari, med 3 mm nederbörd.